# Anwar Ibrahim
Dato' Seri
  Anwar Ibrahim  (malai: Dato’ Seri Anwar bin Ibrahim)  (Cherok Tok Kun, 10 d'agost de 1947) és un estadista de Malàisia, viceprimer ministre de 1993 a 1998 i després primer ministre des de 2022.
Es va incorporar a l'oposició el 1998, va ser empresonat per corrupció del 1999 al 2004, i condemnat un temps per sodomia, abans de ser indemnitzat. El maig de 2008, Time el va classificar novè a la seva llista de les cent persones més influents del món. El juliol de 2009, The Economist ho va considerar «El polític més extraordinari del Sud-est asiàtic.» Entre el 2012 i el 2015 va ser jutjat per «sodomia» que sempre va negar i va condemnar a cinc anys de presó el 2015. És alliberat el maig de 2018 just després de la històrica victòria de l'oposició a les eleccions generals malàisies de 2018. El novembre de 2022, va ser nomenat primer ministre de Malàisia.

## Inicis
Va estudiar a la Universitat de Malàisia. El 1968, es va convertir en president de la Unió Nacional d'Estudiants Musulmans de Malàisia (PKPIM) i es va convertir en una de les figures principals dels moviments de protesta estudiantil. El 1974 va participar en manifestacions estudiantils contra la fam i la pobresa rurals. Va ser detingut i mantingut vint mesos a la presó sense ser jutjat, abans de sortir en llibertat.

## Quadre de l'UMNO i carrera ministerial
El 1982 es va incorporar al govern del primer ministre Mahathir Mohamad. El 1983 va esdevenir ministre de Cultura, Joventut i Esports, després ministre d'Agricultura el 1984, ministre d'Educació el 1986, ministre d'Hisenda el 1991 i viceprimer ministre el 1993. Va combinar els càrrecs de viceprimer ministre i ministre de Finances i, per tant, estava al capdavant del Ministeri d'Hisenda en el moment de la crisi econòmica asiàtica de 1997. Va alinear la seva política amb les recomanacions del Fons Monetari Internacional.

## En l'oposició

### Exclusió de l'UMNO

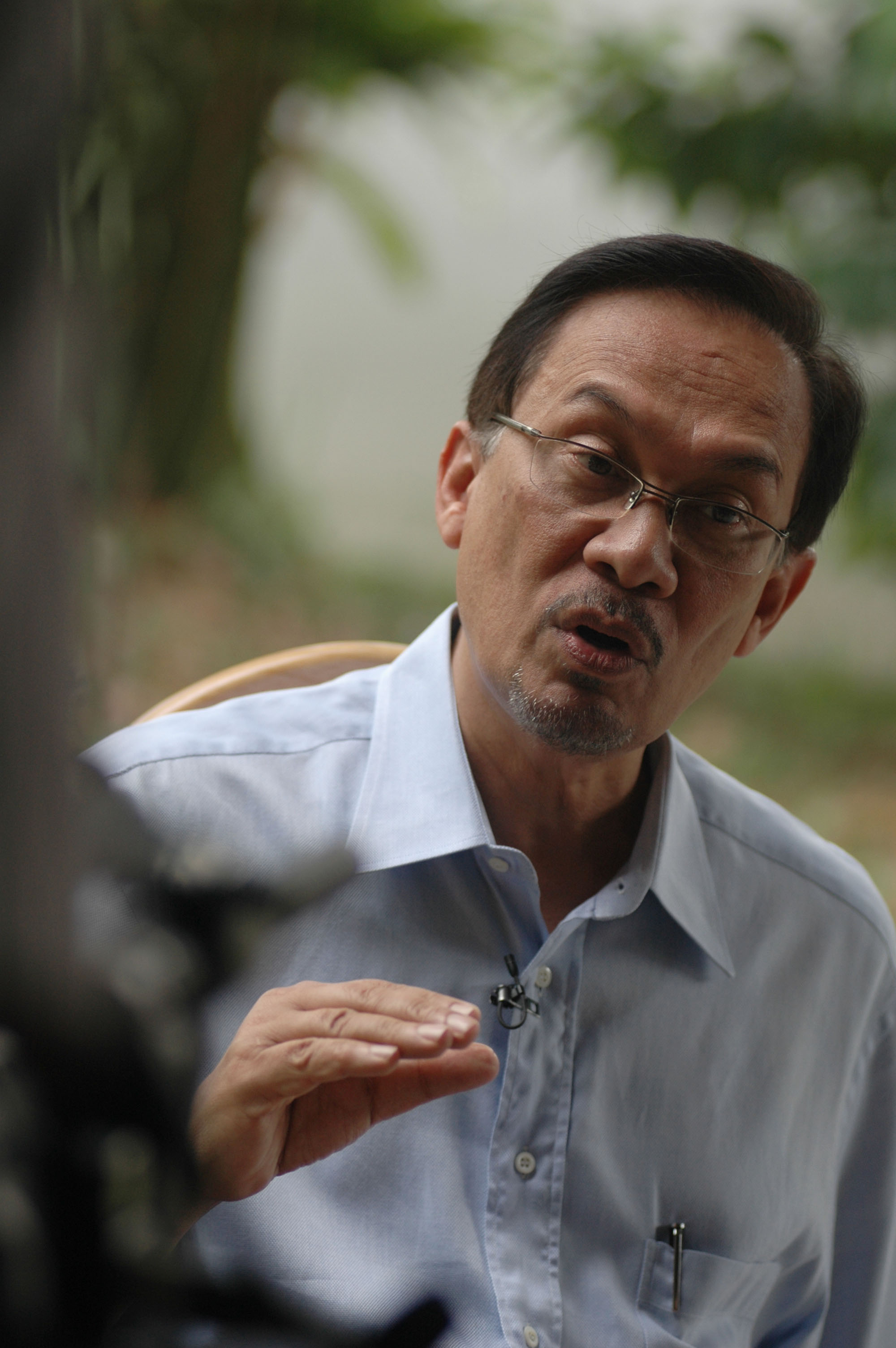
Anwar Ibrahim el 2008.

A finals de 1998 va començar a criticar obertament el que va qualificar de nepotisme i corrupció al govern, del qual va ser expulsat posteriorment el 1998.

### Primeres condemnes per corrupció i sodomia
El 1999, va ser condemnat a sis anys de presó per corrupció, i va ser inhabilitat per participar en política abans de l'abril de 2008. Va complir la seva condemna per corrupció, mentre afirmava la seva innocència, i va ser posat en llibertat per bona conducta el 2004. Va recórrer, malgrat la seva posada en llibertat, per aclarir el seu nom, però el Tribunal d'Apel·lació va confirmar la sentència inicial.
L'any 2000, va ser condemnat a nou anys més de presó per càrrecs falsos d'actes homosexuals. El 2004, el tribunal federal va anul·lar la segona condemna.
Incapaç de participar en la vida política del seu país, va marxar un temps a l'estranger i va ensenyar a la Universitat d'Oxford i a la Universitat Johns-Hopkins.

### Tornada al Parlament
Anwar va anunciar el 2006 que participaria en les eleccions legislatives de 2008, però aquestes van ser fixades per al mes de març, un mes abans del final de la seva inhabilitació política. El 14 d'abril de 2008, va celebrar el seu retorn a la política en públic, davant d'una multitud d'uns deu mil seguidors.
El 15 de juliol de 2008 va participar en un debat televisat davant el ministre d'Informació, Datuk Ahmad Shabery Cheek, sobre l'augment dels preus del combustible. L'endemà va ser detingut i traslladat a una comissaria acusat de sodomia. L'acusació de sodomia, que pot donar lloc a una condemna 20 anys de presó a Malàisia, en realitat s'utilitza. El diari francès Libération assenyalarà que aquestes acusacions repetides en moments en què Anwar s'oposa al govern ho tenen tot d'assetjament judicial.
El 26 d'agost de 2008, Anwar va tornar a ser diputat. La seva dona, Wan Azizah Wan Ismail, diputada, havia dimitit per tal de provocar eleccions només per a aquest escó, eleccions que Anwar va guanyar amb més del 70% de vots.
Anwar va reiterar llavors que seria candidat a les eleccions legislatives de maig de 2013. És efectivament reelegit diputat.

### Segona condemna per sodomia
El 29 de juny de 2008, un home presenta una denúncia contra ell per sodomia. Anwar nega, i denuncia una maquinació política: «Es tracta clarament d'un intent desesperat del règim […] de frenar el moviment del poble de Malàisia cap a la llibertat, la democràcia i la justícia». El mateix dia, Anwar Ibrahim es va refugiar a l'ambaixada turca a Kuala Lumpur, després d'haver rebut amenaces de mort.
El gener de 2012, després d'un llarg judici, un tribunal el va declarar no culpable dels càrrecs de sodomia el 2008. Però el 7 de març de 2014, un tribunal de Malàisia va anul·lar l'absolució, donant la raó al govern, que havia recorregut contra la decisió. El Tribunal Federal va confirmar la seva condemna de cinc anys de presó el 10 de febrer de 2015. Va ser alliberat el 16 de maig de 2018 per ordre del rei Muhammad Faris Petra a petició del nou primer ministre Mahathir Mohamad.

## Aparent successor de Mahathir Mohamed
El 10 de maig de 2018, l'endemà de la victòria de la coalició opositora Pakatan Harapan liderada per l'exprimer ministre Mahathir Mohamad, aquest es compromet a lliurar el poder a Anwar Ibrahim, quan surti de la presó, el 8 de juny de 2018, per «bon comportament». Mentrestant, Wan Azizah Wan Ismail, esposa d'Ibrahim, elegida diputada, va ser nomenada viceprimera ministra i ha d'ocupar el seu càrrec de parlamentària fins que el seu marit sigui elegit durant una legislatura parcial. Des de l'11 de maig, Mahathir anuncia que el rei Muhammad Faris Petra ha acceptat perdonar i alliberar Anwar Ibrahim; reitera en aquesta ocasió que li cedirà el poder en dos anys. És alliberat el 16 de maig, cosa que li permet tornar a ser elegible.
Després de la renúncia d'un membre de la coalició governant, s'organitza una legislatura parcial a la circumscripció de Port-Dickson el dia 13 d'octubre per permetre que Anwar Ibrahim, que s'enfronta a diversos candidats, entre ells Mohamad Saiful Bukhari Azlan, l'home que l'acusa de sodomia, sigui elegit diputat. El dia de les eleccions, va ser elegit amb més de 30.000 vots, el 71% de vots emesos. Bukhari Azlan només obté 82 vots.
Mahathir Mohamed dimiteix el 24 de febrer de 2020, l'endemà de l'enfonsament de la seva coalició i un intent del seu partit d'enderrocar el seu govern i formar un nou govern amb el suport de l'UMNO i evitar així que Anwar Ibrahim esdevingués primer ministre. Aleshores el rei rep un a un els diputats, per trobar el que té el suport de la majoria d'ells. Mahathir Mohamad proposa un govern d'unitat. Per la seva banda, Anwar Ibrahim també reclama formar el govern següent.
Els dos homes no van aconseguir formar govern, i després d'haver fracassat en reformar la seva coalició, Muhyiddin Yassin va ser finalment nomenat primer ministre amb el suport de l'UMNO i Gagasan Sejahtera.

## Primer ministre
El 19 de novembre, el Pakatan Harapan, guanyador de les eleccions legislatives de Malàisia del 2022, va reclamar la victòria i el càrrec de primer ministre per al seu líder, Anwar Ibrahim, sense especificar, però, amb quins partits pretenia formar una aliança. El Perikatan Nasional, dirigit per Muhyiddin Yassin, també va reclamar la victòria. El National Barisan del primer ministre sortint va tornar a patir un fort retrocés, mentre que l'antic primer ministre Mahathir Mohamad no obté la reelecció a la seva circumscripció.
El 20 de novembre, el rei va donar als dos blocs fins al 21 de novembre per sumar una majoria de diputats. El termini es va ampliar llavors en 24 hores, sense èxit, i el Barisan Nasional va decidir seure a l'oposició. El 24 de novembre de 2022, després de consultar els sultans dels sultanats locals, el rei va nomenar Anwar Ibrahim primer ministre de Malàisia.

## Papers de posició
L'octubre de 2007, va ser un dels signants d'A Common Word Between Us and You, una carta oberta de notables musulmans a notables cristians, demanant diàleg, pau i entesa mútua.